# أندرو شيروود
أندرو شيروود (بالإنجليزية: Andrew Sherwood)‏ هو سياسي أمريكي، ولد في 10 نوفمبر 1980 في توسان في الولايات المتحدة. حزبياً، نشط في الحزب الديمقراطي. وقد انتخب عضو مجلس ولاية أريزونا وانتخب عضو مجلس نواب أريزونا.